# تمپ سوزنان
تمپ سوزنان روستایی در دهستان خارستان قرار دارد  بخش لادیز شهرستان میرجاوه استان سیستان و بلوچستان ایران است.

## جمعیت
بر پایه سرشماری عمومی نفوس و مسکن در سال ۱۳۹۵ جمعیت این مکان ۱۸۵ نفر (۳۹خانوار) بوده‌است.